# بابلو ليغيزامون ارسي
بابلو ليغيزامون ارسي (بالإسبانية: Pablo César Leguizamón Arce)‏ هو لاعب كرة قدم ومدرب كرة قدم باراغواياني في مركز الدفاع، ولد في 5 أكتوبر 1982 في أسونسيون في باراغواي. لعب مع أتليتيكو توكومان ونويفا شيكاجو وهوراكان.

## وصلات خارجية
- بابلو ليغيزامون ارسي على موقع قاعدة بيانات كرة القدم.إي يو (الإنجليزية)
- بابلو ليغيزامون ارسي على موقع Soccerway.com (الإنجليزية)